# جينجبو لاكوس
چينجپو لاكوس (باللاتينية: Jingpo Lacus) هي بحيرة في المنطقة القطبية الشمالية لقمر زحل تيتان. حجمها مماثل لأونتاريو لاكوس. وهي أكبر الأجسام السائلة المعروفة على تيتان بعد الماريات الثلاثة كراكن ماري ولايجيا ماري وپونجا ماري. وهي تتكون من الهيدروكربونات السائلة (الميثان بشكل أساسي والإيثان). وهي تقع غرب كراكن ماري في 73° N, 336° W، طولها تقريبًا 240 كم (150 ميل). وهو طول مماثل تقريبًا لبحيرة أونيجا على الأرض. وهي تشترك في الاسم مع بحيرة چينجپو في الصين.

## وصلات خارجية
- Map of the liquid bodies in the north polar region of Titan